# Dufourea viridis
Dufourea viridis là một loài Hymenoptera trong họ Halictidae. Loài này được Timberlake mô tả khoa học năm 1941.